# Voss (opera)
Voss je opera o dvou dějstvích a epilogu australského skladatele Richarda Meala na libreto spisovatele Davida Maloufa podle stejnojmenného románu Patricka Whita. Premiéru opery 1. března 1986 uvedla The Australian Opera v Adelaide Festival Centre v Adelaide.

## Vznik, charakteristika a historie
Voss je první ze dvou oper významného australského skladatele Richarda Grahama Meala (1932–2009) – druhá je Mer de Glace z roku 1991. Za podklad jí slouží stejnojmenný nejslavnější román nositele Nobelovy ceny za literaturu Patricka Whita z roku 1957, který je literární fikcí inspirovanou nešťastnou poslední výpravou cestovatele Ludwiga Leichhardta a který je považován za významné literární vystižení australské (bělošské) identity. Před Mealem uvažovala o zhudebnění románu Moya Hendersonová a skladatel Barry Conyngham napsal na jeho námět symfonické dílo. Na začátku Mealova Vosse byla iniciativa režiséra Jima Sharmana a generálního ředitele The Australian Opera Petera Hemmingse z roku 1979. White s projektem souhlasil, ale považoval se za příliš starého a pro libreto nezkušeného, proto libreto nakonec zpracoval básník a dramatik David Malouf (*1934). Opera byla zadána již renomovanému Mealovi spolu s grantem od sdružení Friends of the Opera (NSW).
Opera byla plánována pro uvedení na každoročním festivalu Adelaide Festival of the Arts s následnými představeními v Sydney a případně na dalších místech. Mealova práce se protáhla značně nad dohodnutou lhůtu, v roce 1982 taky byla na festivalu provedena alespoň dvanáctiminutová lyrická scéna titulního hrdiny a jeho partnerky Laury v zahradě. Celá opera se pak na jeviště dostala o čtyři roky později. Následně vznikla i nahrávka pro společnost ABC, která byla v roce 1987 vydána na CD a VHS a získala cenu ARIA pro nejlepší klasické album za rok 1988.
Maloufovo zpracování Whitova meandrujícího románu redukuje děj, avšak zachovává většinu hlavních rysů předlohy: charakterizaci městského prostředí i záhadného neprobádaného vnitrozemí, kde hrdinové propadají extázím a halucinacím (i když v románu naznačované paralely mezi titulním hrdinou a Ježíšem Kristem nebo Adolfem Hitlerem jsou potlačeny), jakož i téma telepatické komunikace mezi Vossem a Laurou, které Patrick White založil na údajných vlastních zkušenostech s komunikací mezi ním a jeho partnerem Manolym Lascarisem v době svého nasazení v severní Africe za druhé světové války. Libreto se nevyhýbá děsivým scénám (jako dekapitace hlavního hrdiny). Německý muzikolog Ulrich Schreiber označuje za hlavní téma opery „krizi identity bělochů, kteří v pobřežních městech ztratili své evropské kořeny (nebo ze strachu o jejich ztrátu zkameněli) a vnitrozemí se světem Austrálců a jejich nematerialistickým způsobem života pociťují jako nepřátelské a nepochopitelné“.
V hudebním zpracování převládá postromantický lyricismus, který odpovídá soustředění na hlavní romantický vztah titulního hrdiny a jeho snoubenky Laury; Voss je opakovaně označován za „velmi přístupnou“ operu. Podle muzikoložky Thérèse Radicové je její hudba „díky použití příznačných motivů, silných melodických linek a bitonality je pevně zakotvena v tradichích západní opery.“ Patrick White, který měl představu o zhudebnění ve stylu meziválečné moderny (nebo Mealovy předchozí tvorby), měl k tomuto stylu výhrady, zejména po premiéře nejlyričtější zahradní scény roku 1982, kterou považoval za příliš sentimentální. Pro charakterizaci prostředí sydneyské buržoazie roku 1845 cituje Meale tehdy populární čtverylku australského skladatele Williama Ellarda na motivy z Belliniho Normy a baletu Giselle Adolpha Adama; ta se ve znetvořené podobě ozývá i ve scéně smrti hlavního hrdiny. V prologu zasazeném do roku 1865 zase poněkud anachronicky cituje valčíkovou árii z Gounodova Romea a Julie (1867). Napodobení hudby původních Asutrálců se Meale záměně vyhnul.
Vnitrozemí je charakterizováno odlišně, modernější hudbou a například v kvartetu v deliriu ve druhém dějství přechází až do polytonality. Zpěv zůstává vyhrazen bělošským představitelům: postavy Austrálců jsou představeny jen pomocí pantomimy a rituálních tanců. Po návratu k realitě v epilogu měla opera původně vyvrcholit imaginární lyrickou scénou mezi Vossem a Laurou, částečně opakující jejich první setkání v zahradě, ale přecházející v hymnus na „můj pravý život – Austrálii“. Z podnětu režiséra Jima Sharmana byl tento duet vyškrtnut jako příliš melodramatický a konvenční; měl premiéru nakonec až na koncertě v roce 2009, krátce před Mealovou smrtí.
Voss byl při svém prvním uvedení přijat nadšeně a označován za vytouženou „velkou australskou operu“. (Meale však proti tomuto označení protestoval, zejména proti charakterizace Vosse jako „australské opery“ – podle něj neměla s národní identitou nic společného.) Po čtyřech představeních v Adelaide následovalo deset představení v Opeře v Sydney v červnu 1986 a následujícího roku šest repríz v Melbourne. Ačkoliv tato představení byla poměrně dobře navštívena, nebylo tomu tak v případě obnovené inscenace v Sydney v roce 1990, která byla po šesti reprízách stažena. V celkových poměrech australské opery, která se vyznačuje řadou nových děl, z nichž se žádná nezařadila do trvalého repertoáru, se přesto jedná o nejúspěšnější operu 20. století. Podle skladatele Vincenta Plusche tato „ikonická australská opera“ „uchvátila představivost obecenstva“ a její uvedení je dosud označováno za „mimořádný triumf“ a za „vyvrcholení poválečného ducha kulturního optimismu“; Thérèse Radicová ji označuje za „milník v australské hudbě, dílo napsané s velkou integritou, inteligencí and srdcem“. Režisér a umělecký ředitel postupně několika operních společnosti Stuart Maunder považoval Vosse za „jednu z nejzpěvnějších, nejpřístupnějších, nejvelkolepějších a nejromantičtějších partitur, které kdy byly v Austrálii zkomponovány […] je to velká opera ve své nejintimnější formě, protože vypráví o neustálém lidském potýkání se se zemí, s nekonečnem, se sebou. Opera vědomě vzdálená našemu teď a tady.“ Podle muzikologa Rogera Covella je Voss „opera lyrického idealismu, intenzivně osobní co do dramatické methody, dojemná co do lidských vztahů, jež přetváří skutečnost nezaměnitelně šlechetnou hudbou a slovy“.
Po dlouhém odstupu připravily poloscénické provedení Vosse South Australia State Opera a Victoria Opera roku 2021, avšak plánovaná představení v Melbourne a Adelaide musela být zrušena kvůli pandemii covidu-19. Nakonec se konalo pouze představení 7. května 2022 ve Festival Theatre v Adelaide.

## Osoby a první obsazení
| osoba                                         | hlasový obor | premiéra (1. března 1986)   |
| --------------------------------------------- | ------------ | --------------------------- |
| Johann Ulrich Voss, německý objevitel         | baryton      | Geoffrey Chard              |
| Frank le Mesurier, džentlmen                  | tenor        | Robert Gard                 |
| Palfreyman, přírodovědec                      | bas          | John Pringle                |
| Harry Robarts, mladý muž                      | tenor        | Gregory Tomlinson           |
| Judd, propuštěný trestanec                    | bas          | Robert Eddie                |
| Jeho žena                                     | mezzosoprán  | Irene Vaugh [Rosemary Gunn] |
| Dugald, domorodý průvodce                     | taneční role | …                           |
| Jacky, domorodý průvodce                      | taneční role | …                           |
| Pan Bonner, bohatý obchodník                  | bas          | Clifford Grant              |
| Paní Bonnerová                                | alt          | Heather Begg                |
| Belle Bonnerová, jejich dcera                 | soprán       | Anne-Maree McDonald         |
| Laura Trevelyanová, jejich neteř              | mezzosoprán  | Marilyn Richardson          |
| Poručík Tom Radclyffe, Bellin snoubenec       | tenor        | Paul Ferris                 |
| Rose Portionová, služka                       | mezzosoprán  | Lesley Stender              |
| [Mercy, její dcera]                           | soprán       | Leonie Cambage              |
| [Pan Topp, Vossův pronajímatel, učitel hudby] | tenor        | Christopher Dawes           |
| Reportér                                      | baryton      | David Lemke                 |
| Hosté, kolemjdoucí, služebnictvo, lid         |              |                             |
| Dirigent: Stuart Challender                   |              |                             |
| Režie: Jim Sharman                            |              |                             |
| Scéna: Brian Thomson                          |              |                             |
| Kostýmy: Luciana Arrighi                      |              |                             |

Postavy v hranatých závorkách byly doplněny po premiéře pro verzi uvedenou v Sydney.

## Děj opery

### 1. dějství
Dům pana Bonnera v Sydney roku 1845. Johann Ulrich Voss, německý cestovatel, je hnán touhou stát se prvním člověkem, který projde Austrálií na skrz po pevnině. Podařilo se mu získat hmotnou podporu bohatého obchodníka pana Bonnera, který na počest plánované výpravy pořádá večírek. Voss dorazí a setkává se u Bonnera se společníky, kteří se k výpravě přihlásili: jsou to Frank le Mesurier, mladík z lepší společnosti a blouznivý básník, pak dobromyslný přírodovědec Palfreyman a naivní mladík Harry Roberts, Vossův zanícený obdivovatel.
Při společenské zábavě je Voss představen Bonnerově neteři, Lauře Trevelyanové, a ihned v ní cítí souznící duši. Zpívá jí romantickou německou píseň a Laura mu slibuje, že ho bude na cestách doprovázet – ne osobně ani modlitbami za zdar jeho výpravy, nýbrž duchem.
Výprava je přirozeně hlavním tématem hovoru. Zatímco pan Bonner sdílí Vossovu, Palfreymanovu a Harryho neochvějnou víru ve zdar dobrodružného podniku, paní Bonnerová i její dcera Bella se svým snoubencem poručíkem Tomem Radclyffem jsou skeptičtí a ani le Mesurier si není úspěchem jistý, aniž by ho to odradilo. Přes přítomnost pochybovačů provází shromážděná společnost odchod Vosse a jeho druhů triumfálním pochodem.

### 2. dějství
Scéna představuje někdy poušť, někdy Sydney, někdy souběžně obojí. Voss s výpravou přicházejí na okraj „civilizovaného“ světa. Setkává se s paní Juddovou a jejím manželem, bývalým trestancem a člověkem, který už leccos přežil. Přibírá praktického Judda na svou výpravu spolu se dvěma domorodými stopaři, Dugaldem a Jackym. Zvláště Jackyho si Voss ihned oblíbí a daruje mu kapesní nůž. Vyrážejí směrem do pouště a brzy nastávají diskuse o nejlepším postupu, zejména mezi Vossem a Palfreymanem.
Laura se v Sydney zabývá šitím společně s Rose Portionovou, služkou u Bonnerů, která čeká nemanželské dítě. Praktická a poněkud zahořklá Rose nedokáže Vossovu touhu po objevování pochopit, ale Laura tvrdí, že mu její srdce rozumí.
Výprava se chystá k přenocování; Palfreyman kreslí vzácnou lilii a pak také usíná. Voss se však probouzí v horečném náměsíčnictví. Voss a Laura spolu hovoří a posílají si imaginární dopisy; skutečné Vossovy dopisy Dugald roztrhá a posílá po větru.
Jsou Vánoce. Hladovějící výprava se chystá sníst maso jejich pošlého koně, ale Voss odmítá. – Rose zemřela a zanechala děvčátko pojmenované Mercy, o niž se starají paní Bonnerová a Bella. – Výprava v poušti je na konci sil. Voss je stále nepříčetnější a podléhá svým megalomanským představám, jak Judd a Harry Robarts pozorují, a při náměsíčném chození zničil jejich sextant. Voss odmítá přenechat vůdcovství výpravy nejrozumnějšímu z nich, Juddovi; a le Mesurier zdá se již zcela propadl šílenství. Judd se snaží přesvědčit Palfreymana a Harryho, aby se s ním vrátili, ale ti odmítají. V průběhu hádky přiletí domorodý oštěp a zabije Palfreymana. Domorodci napadnou výpravu a sám Jacky uřeže Vossovi nožem hlavu; i le Mesurier a Harry jsou brutálně usmrcení. Jen Judd se zachrání. – Laura je vážně nemocná; v horečnatém snu se schází s Vossem v konečném objetí.

### Epilog
Zahrada domu v Sydney roku 1865. Tom a Bella pořádají velkou slavnost; dospělí tancují, děti si hrají na slepou bábu. Je zde i Mercy, kterou Laura adoptovala, a přítomna je i sama Laura, nyní ředitelka školy, stále svobodná. Přišla, aby se účastnila odhalení sochy Vossovi, který se stal legendou. Jistý reportér ji přichází vyzpovídat a představuje jí Judda – jediného přeživšího z Vossovy výpravy, který se teprve nedávno vrátil z buše. Judd obšírně vypráví uhlazený a hrdinsky zabarvený příběh Vossovy smrti. Lauru jeho vyprávění utěší. Obrací se ke shromážděným, ale jakoby i ke svému milovanému: jeho legenda prý bude psána „po větru, po písku, po trní, po kamení těmi, koho se dotýká […] A to, co nevíme, nám poví vítr.“

## Instrumentace
Tři flétny, tři hoboje, tři klarinety, basklarinet, tři fagoty (3. též kontrafagot; čtyři lesní rohy, dvě trubky, tři pozouny, tuba; bicí souprava, klavír, harfa, smyčcové nástroje (housle, violy, violoncella, kontrabasy).

## Nahrávky
- 1986 (CD 1987 Philips 420 928-2) Premiérové obsazení. Australian Opera Chorus a Sydney Symphony Orchestra řídí Stuart Challender.